# Фернанда Ерменежилду
Фернанда Ерменежилду (порт. Fernanda Hermenegildo; нар. 13 жовтня 1988) — колишня бразильська тенісистка.
Найвищу одиночну позицію світового рейтингу — 370 місце досягла 30 серпня 2010, парну — 251 місце — 11 серпня 2011 року.
Здобула 3 одиночні та 8 парних титулів туру ITF.

## ITF Circuit Фінали
| турніри $100,000 |
| турніри $75,000  |
| турніри $50,000  |
| турніри $25,000  |
| турніри $10,000  |

### Фінали в одиночному розряді: 6 (3–3)
| Результат | Ранг | Дата            | Турнір                       | Покриття | Суперниця у фіналі   | Рахунок у фіналі   |
| Поразка   | 1.   | 27 липня 2008   | Бразиліа, Бразилія           | Ґрунт    | Наталія Россі        | 2–6, 4–6           |
| Перемога  | 2.   | 14 вересня 2008 | Сантус (Сан-Паулу), Бразилія | Ґрунт    | Наталія Гітлер       | 6–3, 6–4           |
| Перемога  | 3.   | 4 жовтня 2008   | Куритиба, Бразилія           | Ґрунт    | Маріна Хіраль Лорес  | 6–4, 1–6, 6–3      |
| Поразка   | 4.   | 12 жовтня 2008  | Можі-дас-Крузіс, Бразилія    | Ґрунт    | Аранса Салут         | 6–7(3–7), 1–6      |
| Поразка   | 5.   | 7 вересня 2009  | Масатлан, Мексика            | Тверде   | Андреа Коч Бенвенуто | 1–6, 2–6           |
| Перемога  | 6.   | 22 серпня 2010  | Ітапаріка, Бразилія          | Тверде   | Роксане Вайзенберг   | 6–1, 6–7(5–7), 6–3 |

### Фінали в парному розряді: 24 (8–16)
| турніри $100,000 |
| турніри $75,000  |
| турніри $50,000  |
| турніри $25,000  |
| турніри $10,000  |

| Результат | Ранг | Дата              | Турнір                                | Покриття | Partnering           | Суперниці у фіналі                      | Рахунок               |
| Поразка   | 1.   | 28 листопада 2004 | Флоріанополіс, Бразилія               | Ґрунт    | Сара Тамі Масі       | Жоана Кортез Марсела Еванжеліста        | 4–6, 4–6              |
| Поразка   | 2.   | 3 жовтня 2005     | Кордова (місто, Аргентина), Аргентина | Ґрунт    | Сара Тамі Масі       | Марія Ірігоєн Лусіана Сарменті          | 3–6, 6–3, 2–6         |
| Поразка   | 3.   | 11 листопада 2006 | Ітажаї, Бразилія                      | Ґрунт    | Моніка Коханова      | Тельяна Перейра Яніна Вікмаєр           | 3–6, 3–6              |
| Поразка   | 4.   | 18 лютого 2007    | Майорка, Іспанія                      | Ґрунт    | Фабіана Мак          | Валентіна Сульпіціо Стефанія К'єппа     | 7–5, 3–6, 4–6         |
| Поразка   | 5.   | 30 квітня 2007    | Буенос-Айрес, Аргентина               | Ґрунт    | Ніколі Буйтоні       | Андреа Бенітес Марія Ірігоєн            | 2–6, 2–6              |
| Поразка   | 6.   | 5 квітня 2008     | Сьюдад Обрегон, Мексика               | Тверде   | Ана Клара Дуарте     | Мікі Міямура Енн Єлсі                   | 0–6, 1–6              |
| Поразка   | 7.   | 7 вересня 2008    | Баруері, Бразилія                     | Тверде   | Ана Клара Дуарте     | Марія Фернанда Алвеш Карла Тіене        | 2–6, 3–6              |
| Поразка   | 8.   | 13 вересня 2008   | Сантус (Сан-Паулу), Бразилія          | Ґрунт    | Ана Клара Дуарте     | Жоана Кортез Наталія Гітлер             | 1–6, 3–6              |
| Поразка   | 9.   | 27 вересня 2008   | Серра-Негра, Бразилія                 | Ґрунт    | Ана Клара Дуарте     | Карла Форте Карла Тіене                 | 4–6, 6–2, [8–10]      |
| Перемога  | 10.  | 29 листопада 2008 | Буенос-Айрес, Аргентина               | Ґрунт    | Тельяна Перейра      | Татьяна Буа Марія Ірігоєн               | 6–3, 6–2              |
| Поразка   | 11.  | 30 травня 2009    | Кордова, Аргентина                    | Ґрунт    | Карла Тіене          | Марія Ірігоєн Карла Бельтрамі           | 3–6, 4–6              |
| Поразка   | 12.  | 29 серпня 2009    | Баруері, Бразилія                     | Тверде   | Майлен Ору           | Монік Албукерке Роксане Вайзенберг      | 6–7(7–9), 5–7         |
| Перемога  | 13.  | 12 вересня 2009   | Масатлан, Мексика                     | Тверде   | Майлен Ору           | Еріка Кларке Даніела Муньос Галлегос    | 6–3, 3–6, [12–10]     |
| Поразка   | 14.  | 19 вересня 2009   | Лос-Мочіс, Мексика                    | Ґрунт    | Майлен Ору           | Явна Аллен Аліна Саллівен               | 6–4, 4–6, [10–12]     |
| Перемога  | 15.  | 14 листопада 2009 | Ітажаї, Бразилія                      | Ґрунт    | Ана Клара Дуарте     | Татьяна Буа Карен Кастібланко           | 3–6, 6–2, [10–7]      |
| Поразка   | 16.  | 15 травня 2010    | Ріо-де-Жанейро, Бразилія              | Ґрунт    | Майлен Ору           | Марія Фернанда Алвеш Флоренсія Молінеро | 2–6, 4–6              |
| Перемога  | 17.  | 23 липня 2010     | Бразиліа, Бразилія                    | Тверде   | Ана Клара Дуарте     | Монік Албукерке Роксане Вайзенберг      | 6–2, 6–4              |
| Перемога  | 18.  | 8 серпня 2010     | Бразиліа, Бразилія                    | Тверде   | Монік Албукерке      | Фернанда Фарія Паула Крістіна Гонсалвеш | 7–6(7–5), 6–4         |
| Поразка   | 19.  | 14 серпня 2010    | Ітапаріка (острів), Бразилія          | Тверде   | Наталія Россі        | Ана Клара Дуарте Роксане Вайзенберг     | 2–6, 0–6              |
| Поразка   | 20.  | 20 листопада 2010 | Нітерой, Бразилія                     | Ґрунт    | Монік Албукерке      | Марія Фернанда Алвеш Ана Клара Дуарте   | 4–6, 4–6              |
| Поразка   | 21.  | 27 березня 2011   | Поса-Ріка, Мексика                    | Тверде   | Тельяна Перейра      | Маколл Гаркінс Ніколь Роттманн          | 2–6, 4–6              |
| Перемога  | 22.  | 16 травня 2011    | Брешія, Італія                        | Ґрунт    | Карен Кастібланко    | Евеліна Майр Джулія Майр                | 4–6, 6–3, 6–4         |
| Перемога  | 23.  | 31 липня 2011     | Кампус-ду-Жордау, Бразилія            | Тверде   | Тельяна Перейра      | Марія Фернанда Алвеш Роксане Вайзенберг | 3–6, 7–6(7–5), [11–9] |
| Перемога  | 24.  | 8 Сер 2011        | Сан-Паулу, Бразилія                   | Ґрунт    | Марія Фернанда Алвеш | Едуарда Піай Каріна Вендітті            | 7–6(10–8), 4–6, 14–12 |